# Dromicodryas
Dromicodryas Boulenger, 1893 è un genere di serpenti della famiglia Lamprophiidae, endemico del Madagascar.

## Tassonomia
Il genere comprende le seguenti specie:
- Dromicodryas bernieri (Duméril, Bibron & Duméril, 1854)
- Dromicodryas quadrilineatus (Duméril, Bibron & Duméril, 1854)